# Oficerska Szkoła Topografów (1949)
Oficerska Szkoła Topografów (OST) – szkoła Wojska Polskiego kształcąca kandydatów na oficerów służby topograficznej. JW 1453.

## Historia

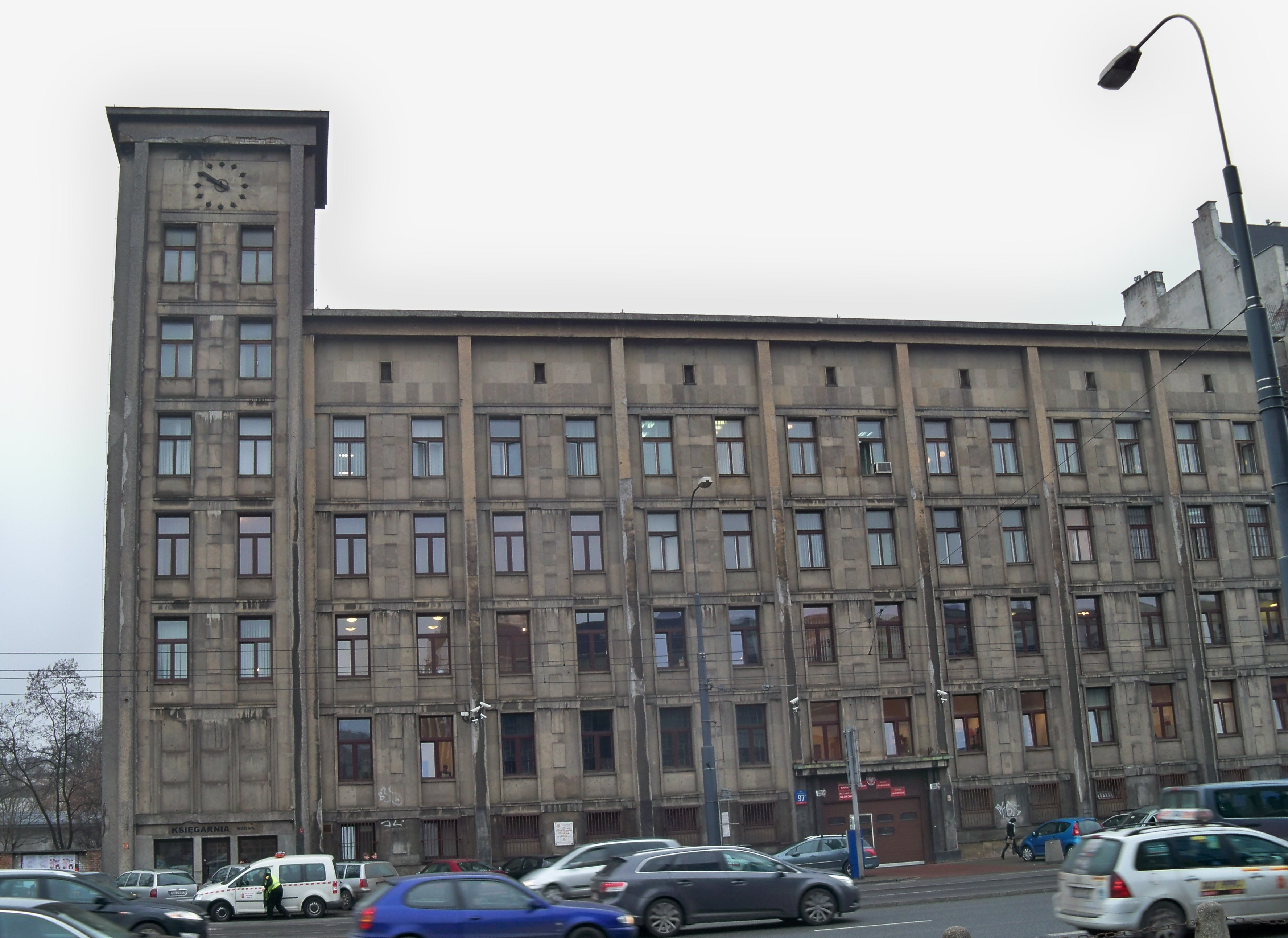
Budynek WIG w Al. Jerozolimskich, jedna z siedzib OST

Szkoła sformowana została w czerwcu 1949 r. w Warszawie na bazie rozwiązanej Oficerskiej Szkoły Służby Geograficznej. Szkoła funkcjonowała w dwóch obiektach: w koszarach przy ul. Szwoleżerów i w budynku Wojskowego Instytutu Geograficznego w Alejach Jerozolimskich 97. Kadrę dydaktyczną stanowili pracownicy rozwiązanej OSSG, Oddziału Topograficznego Sztabu Generalnego WP oraz pracownicy dydaktyczni Politechniki Warszawskiej i Uniwersytetu Warszawskiego.
W sierpniu 1951 szkoła została przeniesiona do Jeleniej Góry. Kadrę dydaktyczną stanowili wówczas oficerowie Oddziału Topograficznego Sztabu Generalnego WP przeniesieni na stanowiska etatowe wykładowców szkoły.
Szkołę rozformowano w październiku 1957 w ramach procesu redukcji Wojska Polskiego. W okresie istnienia szkoły ukończyło ją 300 absolwentów. Kształcenie oficerów służby topograficznej przejęła Wojskowa Akademia Techniczna w Warszawie oraz Fakultet Topografii Oficerskiej Szkoły Artylerii w Toruniu (do 1967)

## Proces kształcenia
Program szkolenia obejmował cztery grupy przedmiotów:
- podstawowe: topografia, fotogrametria, geodezja, astronomia, geomorfologia i geografia fizyczna Polski
- pomocnicze: matematykę, naukę kreślenia, kartografię matematyczną, historię kartografii, miernictwo i pomiary miejskie, optykę i instrumentoznawstwo oraz fotografię
- społeczno-polityczne:
- wojskowe: taktykę, musztrę, regulaminy

Ważną formą szkolenia podchorążych były praktyczne zajęcia terenowe, które trwały od wiosny do października.
Absolwentów promowano do stopnia podporucznika, od 1956 otrzymywali oni tytuł technika geodety.

## Kadra szkoły
Komendanci
- mjr Bolesław Gawryś (1949-1953)
- mjr Juliusz Milewski (1953-1955)
- mjr Bohdan Bohonos (1955-1957)

Dyrektorzy nauk
- ppłk Bronisław Słupeczański